# Los hiperbóreos
Los hiperbóreos és una pel·lícula surrealista xilena del 2024 co-escrita, coeditat i dirigida per Cristobal León i Joaquín Cociña, combinant animació stop-motion, titelles i metratge d'imatge real. Es va estrenar al 77è Festival Internacional de Cinema de Canes el maig de 2024.
Explicada a través de la narració i visions d'una dona, la pel·lícula ressuscita la controvertida figura de Miguel Serrano, un escriptor xilè conegut per les seves creences sobre el neonazisme esotèric, que fa reflexionar sobre el seu llegat històric.
Entre els personatges destacats hi ha Jaime Guzmán, un acadèmic, senador i polític xilè. Guzmán va aparèixer anteriorment com a figura central en el seu curtmetratge Los huesos, retratat en una mena de Dansa de la Mort. A Los hiperbóreos, torna com una criatura de l'inframón. Altres personatges inclouen l'esmentat Miguel Serrano, representat com un poeta visionari, i l'exministre de l'Interior xilè Andrés Chadwick, retratat com un elf màgic melancòlic.

## Producció

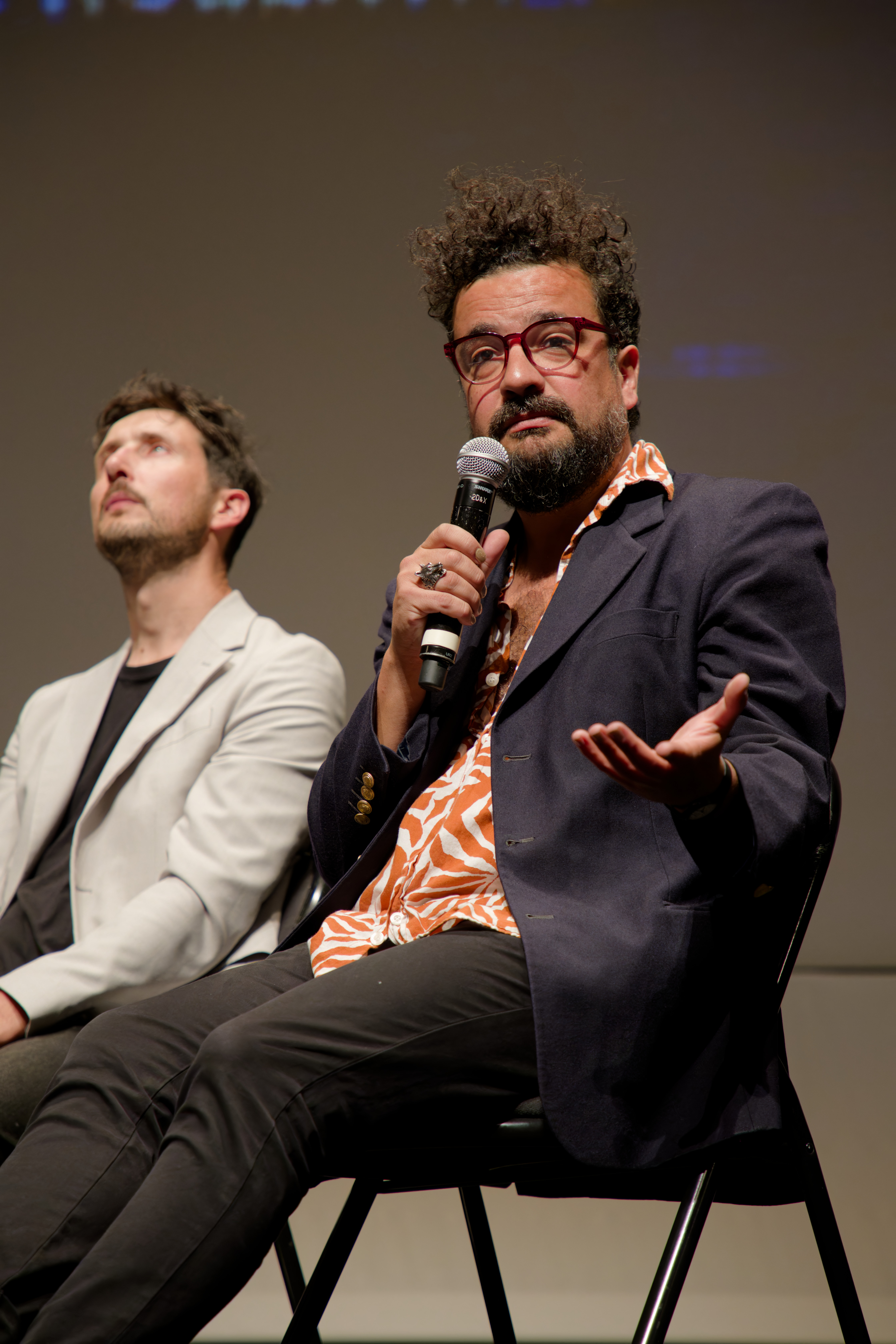
Joaquín Cociña al Festival de Cannes, maig de 2024

La pel·lícula va ser dirigida per Cristóbal León i Joaquín Cociña. Igual que amb La casa lobo, la seva primera col·laboració de llargmetratge, Los hiperbóreos es va concebre tant com una pel·lícula com una exposició d'art. A més dels dibuixos, l'exposició inclou escenografies i titelles de la pel·lícula, oferint als visitants la possibilitat d'interaccionar amb els artistes. La pel·lícula combina titelles, animació stop-motion i metratge d'imatge real.
La fotografia principal de Los hiperbóreos va durar dues setmanes i mitja. La producció va comptar amb unes 30 persones, entre elles els actors d'imatge real Antonia Giesen i Francisco Visceral Rivera.
La partitura de la pel·lícula va ser composta pel músic experimental Valo Sonoro.

## Llançament
Los hiperbóreos es va estrenar el 16 de maig de 2024, al Festival de Canes, on es va projectar a la secció Quinzena de Cineastes. Més tard es va mostrar al Festival de Cinema de Munic a finals de juny i principis de juliol de 2024, al Festival Internacional de Cinema de  Bucheon el juliol, i l'agost al Festival Internacional de Cinema de Melbourne. A principis d'octubre de 2024, es va presentar al Festival de Cinema de Sitges, i el novembre a Camerimage. Està previst que es projecti al Festival Internacional de Cinema de San Francisco de mitjans a finals d'abril de 2025.
La pel·lícula es va estrenar comercialment el 28 de novembre de 2024 a les sales xilenes.

## Premis
- 77è Festival Internacional de Cinema de Canes: Nominat a la secció Quinzaine des cinéastes (Cristóbal León i Joaquín Cociña)
- Festival Internacional de Cinema de Tessalònica 2024: Nominada al Film Forward Competition[14]
- Festival de Cinema de Munic 2024: Nominat al concurs CineRebels
- LVII Festival Internacional de Cinema Fantàstic de Catalunya 2024: Nominat a la competició oficial Noves Visions[15]